# 207 Pułk Piechoty (1939)
207 pułk piechoty (207 pp) – rezerwowy oddział piechoty Wojska Polskiego. Pułk nie istniał w organizacji pokojowej Wojska Polskiego.

## Organizacja i formowanie pułku
Na podstawie prowadzonych prac koncepcyjnych w Sztabie Głównym WP, w ramach rozbudowy Sił Zbrojnych II RP o nowe związki taktyczne, podjęto decyzję utworzeniu nowej dywizji piechoty w oparciu o bataliony marszowe typu specjalnego przewidziane dla Obozu Warownego „Wilno” (tak zwane bataliony specjalne wileńskie) oraz przez bataliony „Krasne”, „Budsław” i „Iwieniec” Korpusu Ochrony Pogranicza. Z zasobów tych zaplanowano i przygotowano rozwinięcie nowej 35 Dywizji Piechoty Rezerwowej. Opracowanie dotyczące jej mobilizacji weszło w życie 28 lipca 1939. 

### Mobilizacja
207 pułk piechoty został sformowany w I rzucie mobilizacji powszechnej, w dniach 31 sierpnia – 4 września 1939. Jednostkami mobilizującymi były bataliony i dowództwo pułku „Wilejka” Korpusu Ochrony Pogranicza: 
Batalion KOP „Budsław”:
- I batalion 207 pułku piechoty,
- kompania zwiadowcza 207 pułku piechoty[3].

Batalion KOP „Iwieniec”:
- III batalion 207 pułku piechoty[4].

Batalion KOP „Krasne”:
- dowództwo 207 pułku piechoty, organa kwatermistrzowskie jednostek pozabatalionowych,
- kompanie: gospodarcza, przeciwpancerna typ II,
- pluton łączności[4].

Dowództwo pułku KOP „Wilejka”:
- pluton pionierów 207 pułku piechoty,
- pluton przeciwgazowy 207 pułku piechoty[5].

Pułk był organiczną jednostką rezerwowej 35 Dywizji Piechoty. Dowódcą pułku został dotychczasowy dowódca pułku KOP „Wołożyn” płk piech. Władysław Mikołajczak.
207 pułk piechoty posiadał dużą obsadę oficerów służby stałej w postaci: oficerów dowództwa pułku, dowódców batalionów i oficerów dowództw batalionów, dowódców kompanii i po jednym dowódcy plutonów. Oficerowie rezerwy obsadzili stanowiska w większości dowódców pozostałych plutonów w kompaniach. Kadra podoficerska w 30% z KOP, 70% rezerwiści. Szeregowcy w 10% służby czynnej, 90% rezerwiści. Broń i wyposażenie pułku zgodne z tabelami należności. Pułk nie posiadał hełmów, broń z użytku bieżącego, armaty przeciwpancerne nowe w ilości 6 sztuk. 

## 207 pp w kampanii wrześniowej
35 Dywizja Piechoty zajęła pozycje na północnym odcinku Samodzielnej Grupy Operacyjnej „Narew” w rejonie Tolcze – Turośl – Postoły – Dojlidy. W związku z niekorzystną sytuacją na południu kraju, dywizja została przydzielona do Armii „Małopolska” i skierowana do Lwowa. 207 pułk piechoty płk. Władysława Mikołajczaka w nocy z 9 na 10 września na stacji Czeremcha został załadowany do transportów kolejowych i dotarł do Lwowa w niepełnym składzie w dniach 15–16 września. Rejon załadowczy 35 DP rez. w Bielsku Podlaskim ubezpieczał I batalion 207 pp wzmocniony kompanią zwiadowców 207 pp. Dla pułku przygotowano 4 transporty kolejowe. Jako pierwszy odjechał II batalion, za nim III batalion i dowództwo 207 pp wraz pododdziałami specjalnymi pułkowymi, za wyjątkiem kompanii zwiadowców. Do Lwowa dotarły II/207 pp w nocy 17/18 września i III/207 pp w nocy 15/16 września. Natomiast transport z dowództwem pułku i pododdziałami specjalnymi pułku 15 września dotarł do stacji Rudnia Poczajowska przed Radziwiłłowem, dalsza jazda była niemożliwa z uwagi na zablokowanie torów innymi transportami. Po wyładowaniu transportu pod dowództwem kwatermistrza pułku został skierowany do Lwowa marszem pieszym, do którego nie dotarł. Pododdziały pułkowe 207 pp znalazły się w rejonie Złoczowa 15 września wieczorem we wsi Woronienki. Pododdziały te miały utracić około 25% stanów osobowych. Pododdziały te miały bronić Złoczowa, przed działaniami dywersyjnymi. Po agresji sowieckiej dowódca pułku z oficerami sztabu przekroczył granicę rumuńską. 
Pozostawiony w Bielsku Podlaskim I/207 pp w nocy 11/12 września został zluzowany przez kompanię policji i otrzymał rozkaz przejścia do Hajnówki, którą osiągnął 12 września o świcie. Wieczorem załadował się do transportu kolejowego i odjechał trasą na Baranowicze, Z powodu zatoru pod Sarnami zatrzymał się 15 września na stacji Strzelsk, gdzie został zbombardowany. 16 września dotarł do Sarn, gdzie stał cały dzień. Wieczorem 16 września wyruszył w kierunku Równego. Po agresji sowieckiej I batalion wyładował się z transportu i wyruszył na zachód w kierunku Kołek. 18 września I/207 pp dołączył do Zgrupowania płk. Zdzisława Zajączkowskiego z 3 pułku piechoty KOP. 19 września wraz z nim wziął udział w natarciu na Kołki. 20 września I/207 pp walczył pod Bednarką, gdzie ranny został ppłk Eugenius Juruś. Resztki batalionu dołączyły do 3 pp KOP, a 21 września wraz całym zgrupowaniem dostał się do niewoli sowieckiej.
Bataliony II i III 207 pp 18 września zostały włączone przez dowódcę 35 DP rez. do 205 pułku piechoty, w którego szeregach walczyły w obronie Lwowa. 

## Obsada personalna 207 pp
Organizacja wojenna i obsada personalna 207 pp we wrześniu 1939. W nawiasach podano nazwy jednostek mobilizujących.
Dowództwo 207 pp, organa kwatermistrzowskie jednostek pozabatalionowych 207 pp i kompania gospodarcza 207 pp (batalion KOP „Krasne”)
- dowódca pułku – płk piech. Władysław Mikołajczak
- I adiutant – kpt. Ludwik Skoczowski
- II adiutant – kpt. Wacław Płoszewski
- oficer zwiadowczy – por. Edmund Gójski
- oficer łączności – kpt. łącz. Feliks Dzikielewski
- kwatermistrz – kpt. Jan Szczęsny Łazarewicz[a]
- naczelny lekarz – mjr dr Władysław Franciszek Smrokowski

I batalion
- dowódca batalionu – ppłk Eugeniusz Sylwester Juruś
- adiutant – por. Witold Józef Witoszyński

II batalion
- dowódca batalionu – mjr Teofil Dąbrowski †1940 Charków[17]
- adiutant – por. rez. Jerzy Jankowski

III batalion
- dowódca batalionu – mjr Jan Styliński

- adiutant – por. Jan Kulwieć
- oficer płatnik – por. Franciszek Seliga
- dowódca plutonu łączności – por. Walenty Jakub Kucharczyk
- dowódca 7 kompanii strzeleckiej – por. Andrzej Filar
- dowódca I plutonu – ppor. rez. Jan Kolendo (ranny IX 1939)
- dowódca II plutonu – ppor. rez. Piotr Ścibor[18]
- dowódca III plutonu – ppor. rez. Jabrzykowski (ranny IX 1939)
- dowódca 8 kompanii strzeleckiej – kpt. Jan Karol Kociuba[b] †1940 Charków[19]
- dowódca plutonu – ppor. rez. Rościsław Radoman
- dowódca 9 kompanii strzeleckiej – kpt. Jan Zygmunt Kosiaty †1940 Charków[20]
- dowódca I plutonu – por. Karol Władysław Rawicz-Prószyński
- dowódca II plutonu – por. rez. Edmund Szymański (ranny IX 1939)
- dowódca 3 kompanii ckm – kpt. Stanisław Dzięciołowski (ranny IX 1939)
- dowódca I plutonu – ppor. rez. Bohdan Szczęsny Burzyński (ranny IX 1939)
- dowódca II plutonu – ppor. rez. Czesław Stanisław Barański
- dowódca III plutonu – ppor. rez. Józef Kuryło † IX 1939
- dowódca IV plutonu – ppor. rez. Aleksander Sienkiewicz † IX 1939
- ppor. rez. Jan Stanisław Chrobak (bez ustalonego przydziału)

Pododdziały pozabatalionowe
- dowódca kompanii zwiadowczej – por. Mieczysław Wagner †1940 Charków[21]
- dowódca kompanii przeciwpancernej typ II  – kpt. Władysław Stawowski
- dowódca plutonu łączności -
- dowódca plutonu pionierów -
- dowódca plutonu przeciwgazowego -